# البليخ
نهر البليخ هو نهر في سوريا يَنبع من قرية عين العروس الواقعة على مسافة 3 كم جنوب مدينة تل أبيض، في محافظة الرقة بالقرب من الحدود السورية التركية (في شمال شرقيّ سوريا)، ويَبلغ طوله 110 كم. يصب في نهر الفرات، حيث يتفرَّع هناك إلى فرعين في قرية رقة سمره الواقعة شرقي مدينة الرقة. وأقيم عليه جسران في قرية رقة سمره، واحدٌ من الشرق وآخر من الغرب، وتبلغ غزارة النهر 6م مكعبة. ويوجد قرب النبع مقام النبي إبراهيم الخليل وطاحونة أثرية أنشأت عام 1908م.